# Propentacora
Propentacora is een geslacht van wantsen uit de familie van de Saldidae (Oeverwantsen). Het geslacht werd voor het eerst wetenschappelijk beschreven door J. Polhemus in 1985.

## Soorten
Het genus is monotypisch en bevat alleen de volgende soort:

- Propentacora froeschneri (Lewis, 1969)